# Preston Brooks
Preston Brooks (Edgefield, 5 agosto 1819 – Washington, 27 gennaio 1857) è stato un politico statunitense.
Fu membro della Camera dei rappresentanti degli Stati Uniti nel Partito Democratico per la Carolina del Sud dal 1853 al luglio del 1856 e poi ancora dall'agosto dello stesso anno fino al suo decesso. Era un fiero sostenitore dello schiavismo e dei diritti degli Stati d'imporre lo schiavismo a livello nazionale. Egli era in particolare ricordato per il suo attacco del 22 maggio 1856 contro gli abolizionisti e contro il senatore Charles Sumner, che egli colpì con il suo bastone da passeggio quasi a morte, in rappresaglia per un discorso antischiavistico di Sumner, il quale aveva attaccato verbalmente il primo cugino di Brooks, Sumner fu ferito seriamente dai colpi di canna di Brooks e non fu in grado di riprendere il proprio seggio in Senato per tre anni, sebbene infine egli guarì e riprese la propria carriera di senatore. La Legislatura del Massachusetts vide Sumner rieletto nel 1856 "e lasciò il suo seggio vuoto durante la sua assenza a ricordo della brutalità sudista".
Come descritto dallo storico Stephen Puleo: 
()

## Inizi
Brooks nacque nella Contea di Edgefield, il 5 agosto, 1819, figlio di Whitfield Brooks e di Mary Parsons Carroll Brooks. Frequentò il South Carolina College (oggi noto come Università della Carolina del Sud), ma fu espulso appena prima della laurea per aver minacciato un ufficiale della polizia locale con armi da fuoco. Dopo aver lasciato il college, studiò legge, ottenendo l'ammissione all'esercizio della professione forense, ed esercitò ad Edgefield.

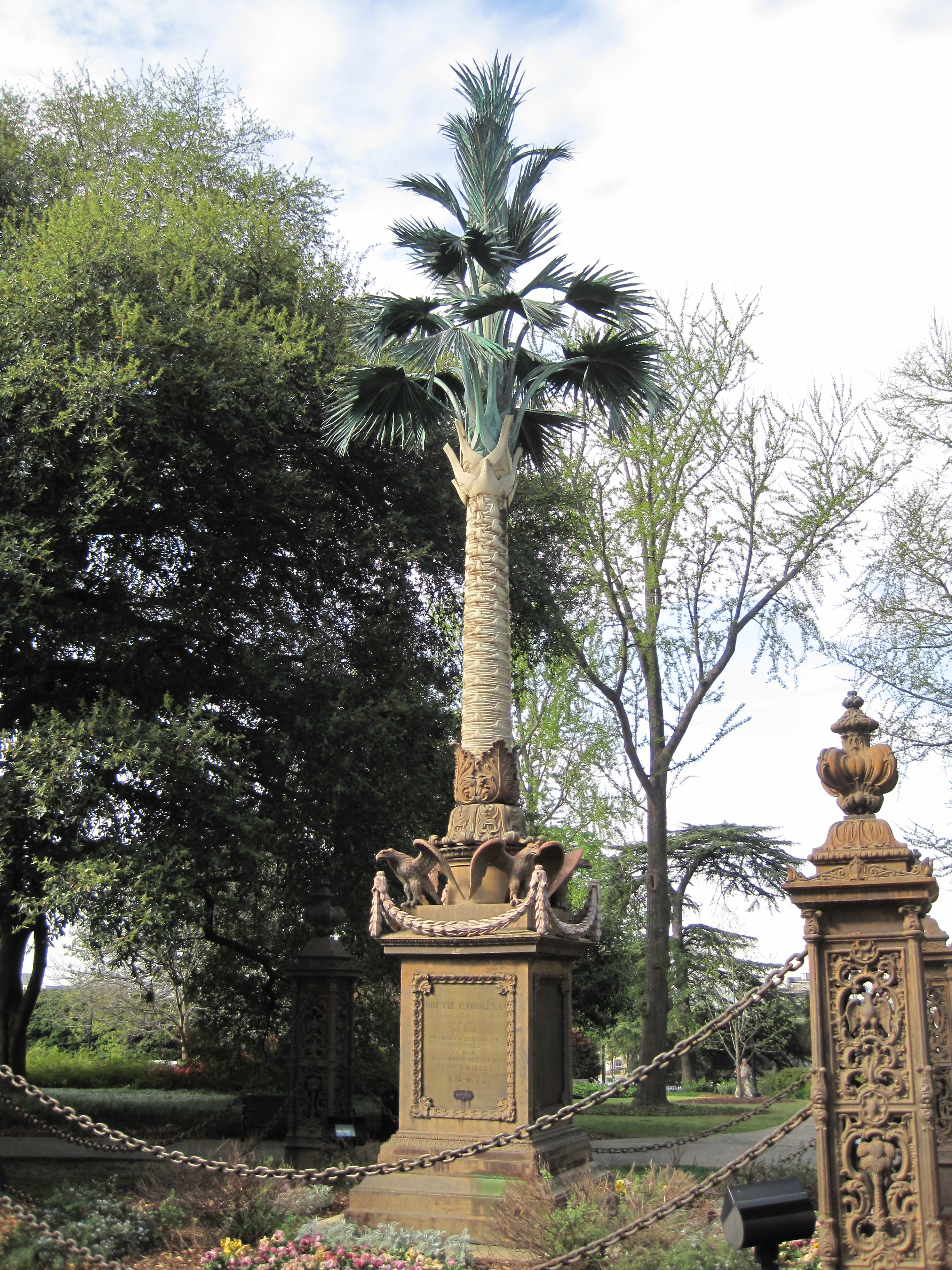
1853, Monumento al Reggimento Palmetto, di Christopher Werner, nella Sede del Campidoglio dello Stato della Carolina del Sud.

In aggiunta alla pratica legale, Brooks possedeva una piantagione sita a Cambridge, tra Edgefield e Ninety Six. Nel 1840, Brooks sostenne un duello contro il futuro senatore del Texas Louis T. Wigfall, e fu colpito all'anca, il che lo costrinse a usare un bastone da passeggio per il resto della sua vita. Fu ammesso all'Ordine degli avvocati nel 1845. Brooks prestò servizio nella Guerra messico-statunitense come Capitano della Compagnia D del Reggimento Palmetto. South Carolina in the Mexican War nota il servizio di entrambi Brooks e il 4º Caporale Carey Wentworth Styles (che più tardi fondò The Atlanta Constitution)  in Co. D, l' "Old 96 Boys" del Distretto di Edgefield.

## Famiglia
La prima moglie di Brooks fu Caroline Harper Means (1820–1843). La coppia ebbe un figlio, Whitfield D. Brooks, che nacque nel 1843 e morì in quello stesso anno. La morte di Caroline lasciò Brooks vedovo.
La seconda moglie di Brooks fu Martha Caroline Means (1826–1901), cugina della sua prima moglie. Essi ebbero tre figli, Caroline Harper Brooks (1849–1924), Rosa Brooks (1849–1933), e Preston Smith Brooks (1854–1928). Martha sopravvisse al marito.

## Carriera politica
Brooks fu membro della Camera dei Rappresentanti dello Stato della Carolina del Sud nel 1844. Nel 1853 fu eletto membro del 33º Congresso degli Stati Uniti tra le file del Partito Democratico. Come i suoi compagni rappresentanti e senatori della Carolina del Sud, Brooks assunse un'estrema posizione a favore della schiavitù, sostenendo che lo schiavismo dei neri da parte dei bianchi fosse giusto e appropriato e che ogni attacco o restrizione allo schiavismo fosse un attacco ai diritti e alla struttura sociale del Sud.
Durante il servizio di Brooks come rappresentante, ci fu una grande controversia sullo schiavismo nel Territorio del Kansas e sul fatto che il Kansas dovesse essere ammesso come stato schiavista o meno. Egli sostenne le attività degli uomini favorevoli allo schiavismo dal Missouri per rendere il Kansas un territorio schiavista. (Vedi Bleeding Kansas.) Nel marzo 1856, Brooks scrisse: 
(James M. McPherson, Battle Cry of Freedom: The Civil War Era, New York,  Oxford University Press, 149 isbn 978-0-19-503863-7)
.

## Decesso
Brooks morì inaspettatamente per un violento attacco di laringotracheobronchite (croup) il 27 gennaio 1857, poche settimane prima del nuovo termine del congresso al quale egli era stato eletto. La sua salma fu inumata a Edgefield nella Carolina del Sud. Il telegramma ufficiale che annunciava il suo decesso diceva: 
()
Nonostante il pessimo tempo, migliaia di persone giunsero al Campidoglio per assistere al servizio funebre. Dopo che la sua salma era stata traslata a Edgefield, un'altra ampia folla prese parte alle cerimonie del funerale prima che essa fosse inumata.

## Eredità
La città di Brooksville, in Florida (creata dall'unione delle città di Melendez and Pierceville) e Brooks, in Georgia, hanno preso il nome da Brooks, com'era l'attuale Big Bend (Virginia Occidentale), che era precedentemente nota come Brooksville.